# 松屋大和川通
松屋大和川通（まつややまとがわどおり）は、大阪府堺市堺区にある地名。2020年現在の行政地名は松屋大和川通一丁から松屋大和川通五丁。住居表示は一丁から四丁が未実施で五丁は実施済。

## 地理
堺区の北端に位置する。東は松屋町、南は緑町、西は築港八幡町、北は大和川を挟んで大阪市住之江区に接する。

### 河川
- 大和川
  - 阪堺大橋

## 歴史

### 沿革
はじめ1 - 13丁、1956年（昭和31年）から1 - 7丁、1961年（昭和36年）から1 - 4丁、2024年（令和6年）から1 - 5丁がある。
- 1929年（昭和4年）、堺市三宝村大字松屋の一部より成立。
- 1930年（昭和5年）、三宝村大字松屋の一部を編入。
- 1945年（昭和20年）、一部を松屋町1 - 2丁に編入。
- 1956年（昭和31年）、鶴松町1 - 6丁の一部を編入。一部が緑町1 - 6丁・築港北町となる。
- 1961年（昭和36年）、一部を築港八幡町に編入[6]。
- 2006年（平成18年）、堺市が政令指定都市に移行し、行政区を設置。松屋大和川通は堺区の所属となる。

## 世帯数と人口
2024年（令和6年）3月31日現在の世帯数と人口は以下の通りである。
| 丁               | 世帯数  | 人口  |
| ---------------- | ------- | ----- |
| 松屋大和川通一丁 | 87世帯  | 154人 |
| 松屋大和川通二丁 | 66世帯  | 171人 |
| 松屋大和川通三丁 | 0世帯   | 0人   |
| 松屋大和川通四丁 | 0世帯   | 0人   |
| 計               | 153世帯 | 325人 |

### 人口の変遷
国勢調査による人口の推移。
| 1995年（平成7年）  | 1,037人 | [ 7 ]  |  |
| 2000年（平成12年） | 904人   | [ 8 ]  |  |
| 2005年（平成17年） | 696人   | [ 9 ]  |  |
| 2010年（平成22年） | 645人   | [ 10 ] |  |
| 2015年（平成27年） | 677人   | [ 11 ] |  |
| 2020年（令和2年）  | 564人   | [ 12 ] |  |

### 世帯数の変遷
国勢調査による世帯数の推移。
| 1995年（平成7年）  | 418世帯 | [ 7 ]  |  |
| 2000年（平成12年） | 364世帯 | [ 8 ]  |  |
| 2005年（平成17年） | 282世帯 | [ 9 ]  |  |
| 2010年（平成22年） | 271世帯 | [ 10 ] |  |
| 2015年（平成27年） | 247世帯 | [ 11 ] |  |
| 2020年（令和2年）  | 210世帯 | [ 12 ] |  |

## 学区
市立小・中学校に通う場合、学区は以下の通りとなる。
| 丁               | 番地 | 小学校           | 中学校           |
| ---------------- | ---- | ---------------- | ---------------- |
| 松屋大和川通一丁 | 全域 | 堺市立三宝小学校 | 堺市立月州中学校 |
| 松屋大和川通二丁 | 全域 | 堺市立三宝小学校 | 堺市立月州中学校 |
| 松屋大和川通三丁 | 全域 | 堺市立三宝小学校 | 堺市立月州中学校 |
| 松屋大和川通四丁 | 全域 | 堺市立三宝小学校 | 堺市立月州中学校 |
| 松屋大和川通五丁 | 全域 | 堺市立三宝小学校 | 堺市立月州中学校 |

## 事業所
2021年（令和3年）現在の経済センサス調査による事業所数と従業員数は以下の通りである。
| 丁               | 事業所数 | 従業員数 |
| ---------------- | -------- | -------- |
| 松屋大和川通一丁 | 5事業所  | 117人    |
| 松屋大和川通二丁 | 10事業所 | 146人    |
| 松屋大和川通三丁 | 5事業所  | 227人    |
| 松屋大和川通四丁 | 2事業所  | 92人     |
| 計               | 22事業所 | 582人    |

## 交通

### バス
- 大阪シティバス[15]
  - 89号系統：松屋
- 南海バス[16]
- 16・16C・17・71・91系統：松屋大和川通三丁 - 松屋大和川通

### 道路
- 大阪府道29号大阪臨海線

## 施設
- 三宝下水処理場
- 高速オフセット堺本工場

## 郵便
- 郵便番号：590-0902[3]（集配局：堺郵便局[17]）。